# Franz Heinze
Franz Heinze (* 18. April 1931 in Gotha; † 19. Januar 2011 in Augsburg) war ein deutscher Orgelbauer. Er führte von 1978 bis zu seinem Tod ein Orgelbauunternehmen mit Sitz in Nürnberg.

## Ausbildung
Heinze lernte zuvor das Orgelbauerhandwerk bei Böhm in Gotha sowie bei Walcker in Ludwigsburg und machte sich nach seiner Meisterprüfung im Jahr 1978 in Nürnberg selbstständig.

## Werkliste (Auswahl)
| Jahr | Ort                 | Gebäude                              | Bild | Manuale | Register | Bemerkungen                              |
| ---- | ------------------- | ------------------------------------ | ---- | ------- | -------- | ---------------------------------------- |
| 1983 | Nürnberg            | St. Benedikt                         |      | II/P    | 18       |                                          |
| 1986 | München-Oberföhring | St. Lorenz                           |      | II/P    | 29       | → Orgel                                  |
| 1989 | Bayreuth            | Universität, Albertus-Magnus-Kapelle |      | I/P     | 7        | → Orgel                                  |
| 1990 | Opferbaum           | St. Lambertus                        |      | II/P    | 16       |                                          |
| 1993 | Neuses              | St. Sebastian                        |      | III/P   | 20       |                                          |
| 1993 | Ebermannstadt       | St. Nikolaus                         |      |         |          | Im historischen klassizistischen Gehäuse |